# Gluggarnir
De Gluggarnir is een berg die ligt op het eiland Suðuroy, Faeröer. De berg heeft een hoogte van 610 meter en is daarmee de hoogste van het eiland.